# Miguel Amorós
Miguel Amorós, auch Miquel Amorós, (* 9. April 1949 in Alcoy) ist ein spanischer Historiker, Theoretiker und Aktivist, der den Situationisten und den anti-industriellen Strömungen nahesteht.

## Biographie

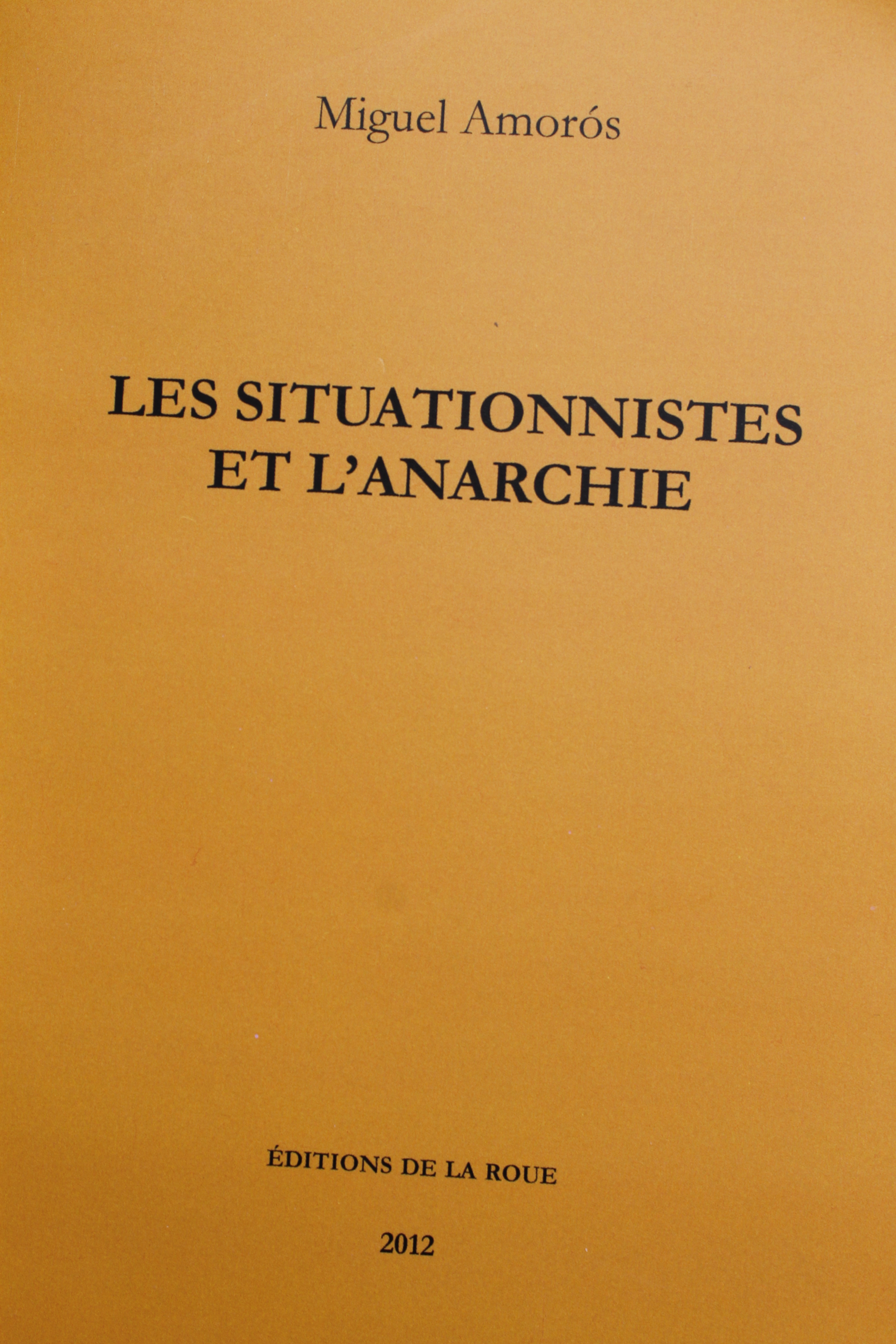
Les Situationnistes et l'Anarchie

Als Sohn und Enkel von Anarchisten wurde Miguel Amorós 1968 unter der Diktatur Francos auch Anarchist. Während der 1970er Jahre war er an der Gründung mehrerer anarchistischer Gruppen beteiligt, wie z. B. Bandera Negra (Schwarze Fahne), Tierra Libre (Freie Erde), Barricada und Los Incontrolados. Er erlebte die franquistischen Kerker und sah sich gezwungen, sich nach Frankreich zu exilieren.
Miguel Amorós Anarchismus ist von der Selbstverwaltung, der Subversion und vom alltäglichen Leben, von der Geschichte der Arbeiterräte, sowie von den Mobilisierungen, die den Syndikalismus als überholte Form des Kampfes und die Arbeitermoral als reaktionär denunzieren, geprägt. Er steht den situationistischen Ideen nahe. Er traf Anfang der 1980er Jahre auch mehrere Male Guy Debord. 1980 verbreiteten sie den Aufruf vom Gefängnis von Ségovie, in welchem Debord einen der Texte geschrieben hatte (An die Libertären).
Zwischen 1984 und 1992 beteiligte sich Miguel Amorós an der Redaktion der post-situationistischen Zeitschrift Encyclopédie des nuisances.
Er schrieb viele Artikel für die libertäre Presse. Zudem gab er Konferenzen über soziale Fragen, vor allem bezüglich der Fortschrittsideologie und der Schäden, für welche sie verantwortlich ist. Seine wichtigsten Werke sind La Revolución traicionada : La verdadera historia de Balius y Los Amigos de Durruti (Die verratene Revolution: Die wahre Geschichte von Balius und den Freunden von Durruti, auf Deutsch nicht verfügbar) und Durruti en el laberinto (Durruti im Labyrinth, auf Deutsch nicht verfügbar).
2009 veröffentlichte er eine Biographie des spanischen Anarchisten José Pellicer, Gründer der berühmten Eisenkolonne während der spanischen Revolution 1936.

## Werke (Auswahl)
- "Die Partei des Staates", 1998 (online verfügbar)
- Textsammlung Wo befinden wir uns? (online verfügbar)
- "Professionelle Anarchie und theoretische Abrüstung: Zum Insurrektionalismus" (online verfügbar)
- José Pellicer. El anarquista íntegro, vida y obra del fundador de la heroica Columna de Hierro. Virus editorial, Barcelona 2009. ISBN 978-84-92559-02-2
- Los Situacionistas y la anarquía. Muturreko burutazioak, Bilbao 2008. ISBN 978-84-88455-98-7
- Golpes y contragolpes. ediciones Pepitas de Calabaza, Logroño 2005. ISBN 84-96044-63-7
- La Revolución traicionada. La verdadera historia de Balius y los Amigos de Durruti. Virus editorial, Barcelone 2003. ISBN 84-96044-15-7

| Personendaten    | Personendaten                                   |
| ---------------- | ----------------------------------------------- |
| NAME             | Amorós, Miguel                                  |
| ALTERNATIVNAMEN  | Amorós, Miquel                                  |
| KURZBESCHREIBUNG | spanischer Historiker, Theoretiker und Aktivist |
| GEBURTSDATUM     | 9. April 1949                                   |
| GEBURTSORT       | Alcoy                                           |